# Lake Andes
Lake Andes és una població dels Estats Units a l'estat de Dakota del Sud. Segons el cens del 2000 tenia 819 habitants.

## Demografia
Segons el cens del 2000, Lake Andes tenia 819 habitants, 320 habitatges, i 181 famílies. La densitat de població era de 395,3 habitants per km².
Dels 320 habitatges en un 31,3% hi vivien nens de menys de 18 anys, en un 36,9% hi vivien parelles casades, en un 15% dones solteres, i en un 43,4% no eren unitats familiars. En el 40% dels habitatges hi vivien persones soles el 20,6% de les quals corresponia a persones de 65 anys o més que vivien soles. El nombre mitjà de persones vivint en cada habitatge era de 2,42 i el nombre mitjà de persones que vivien en cada família era de 3,33.
Per edats la població es repartia de la següent manera: un 30,2% tenia menys de 18 anys, un 7,8% entre 18 i 24, un 22% entre 25 i 44, un 20% de 45 a 60 i un 20% 65 anys o més.
L'edat mediana era de 37 anys. Per cada 100 dones de 18 o més anys hi havia 86,9 homes.
La renda mediana per habitatge era de 21.000 $ i la renda mediana per família de 28.833 $. Els homes tenien una renda mediana de 21.333 $ mentre que les dones 19.097 $. La renda per capita de la població era de 10.022 $. Entorn del 26,3% de les famílies i el 33,2% de la població estaven per davall del llindar de pobresa.

## Poblacions més properes
El següent diagrama mostra les poblacions més properes.